# Vledény
Vledény (románul: Vlădeni, németül: Wladen) falu Romániában, Erdélyben, a Barcaságban, Brassó megyében.

## Fekvése
Feketehalomtól 11 km-re északnyugatra, az E68-as főút jobb oldalán, a Persányi-hágó barcasági végében fekszik.

## Nevének eredete
Neve a román Vlad személynévből való. Első említése: 1570.

## Története
Román alapítású település. 1711-ben 68 jobbágy- és 16 zsellércsalád lakta. Lakói többsége ún. taksás jobbágy volt, akik a földesúri szolgáltatásokat pénzzel váltották meg. 1717-ben a brassói tanács fogadó építésére adott engedélyt Andreas Schoppelnak, amely még a 20. században is működött. 1798-ból való az első adat iskolájáról. 1817-től hetente kétszer postakocsijárat állt meg benne. 1824 körül egy görög tanító tanította a gyerekeket, többek között görög nyelvű imákra és énekekre. 1848-ban 470 lakosa halt meg kolerában. 1849. március 18-án Czetz János aratott győzelmet a falu mellett. 1863-ban Brassó vidékétől Fogaras vidékéhez csatolták. 1876 és 1925 között Fogaras vármegyéhez tartozott. 1849-től a vasút megépítéséig lakóinak fő jövedelemforrása a szekerező kereskedelem volt: a brassói ipar termékeit, a havasalföldi halat, a vajdahunyadi, torockói és dornai vasárukat, a parajdi sót, a csicsói malomkövet és a medgyesi bort adták-vették. Hunfalvy Pál 1887-ben módos falunak írta. Jelentékeny volt a vledényiek mészégetése is.
1896-ban 4980 holdnyi határából 2112 hold volt erdő (bükkös), 1405 rét, 1028 szántó és 402 legelő. Az 1900-as években, mivel a vasutak kiépülése után a fuvarozás már nem hozott bevételt, a határ nagy része pedig nem volt alkalmas szántóföldi művelésre, nagyon sokan jártak dolgozni az Egyesült Államokba és Argentínába. Volt olyan év, amikor százezer koronát küldtek haza családjukhoz.
1941 és 1943 között szovjet hadifogolytábor működött a közelében. A hadifoglyok a Persányi-szoroson áthaladó alagút fúrását végezték. A táborban meghalt 1057 hadifogoly az 1947–48-ban kialakított katonai temetőben nyugszik, amelyet 2007-ben felújítottak.

## Lakossága
1900-ban 1390 lakosából 1360 román, 21 német és 8 magyar anyanyelvű; 1358 ortodox és 21 evangélikus vallású volt.

2002-ben 905 lakosából 853 román, 25 magyar és 25 cigány nemzetiségű; 851 ortodox, 34 adventista és 11 római katolikus vallású.

## Híres emberek
- Itt született 1903-ban Dumitru Stăniloae ortodox teológus.

## Képek

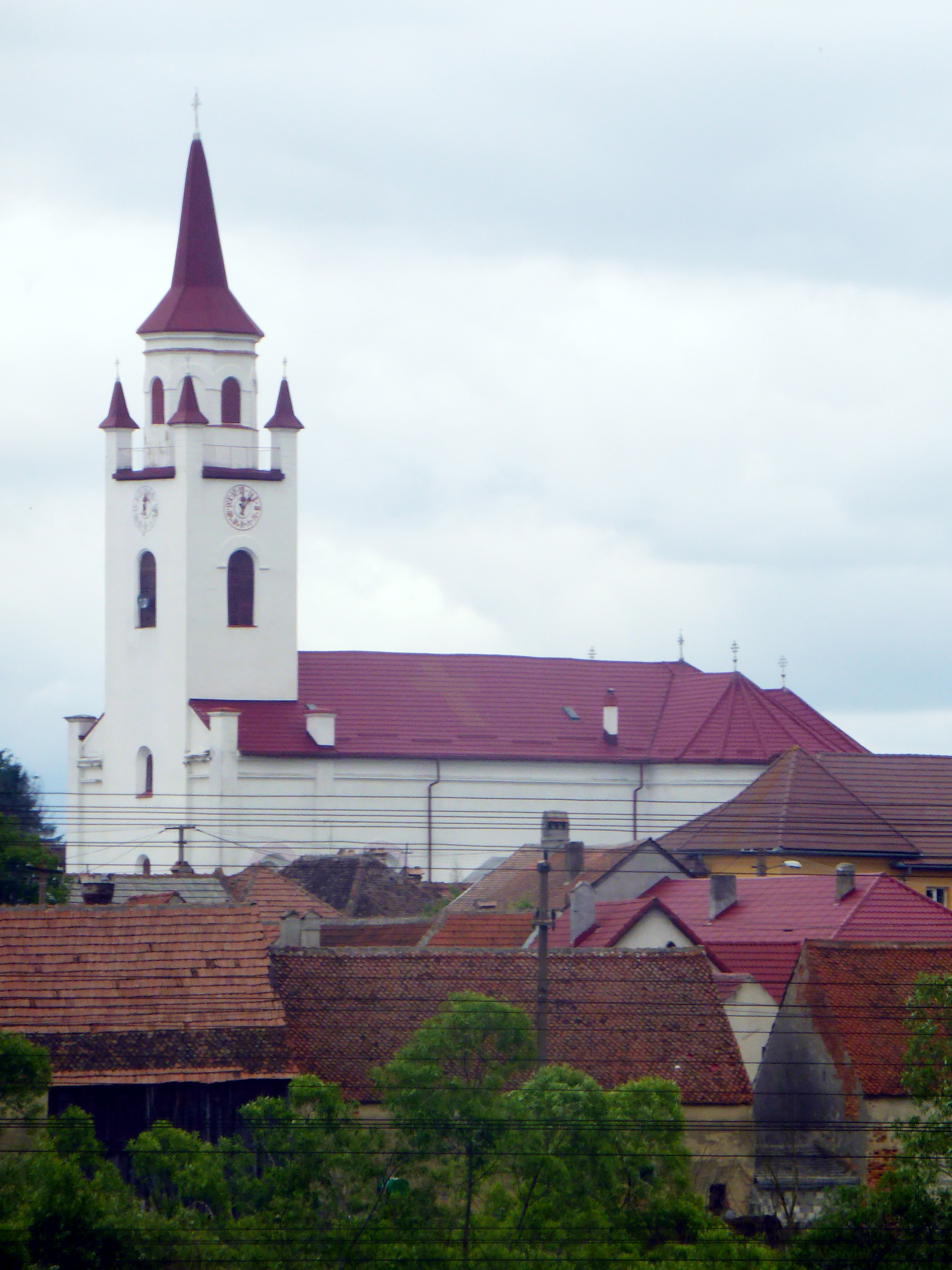
Szent Vazul ortodox templom
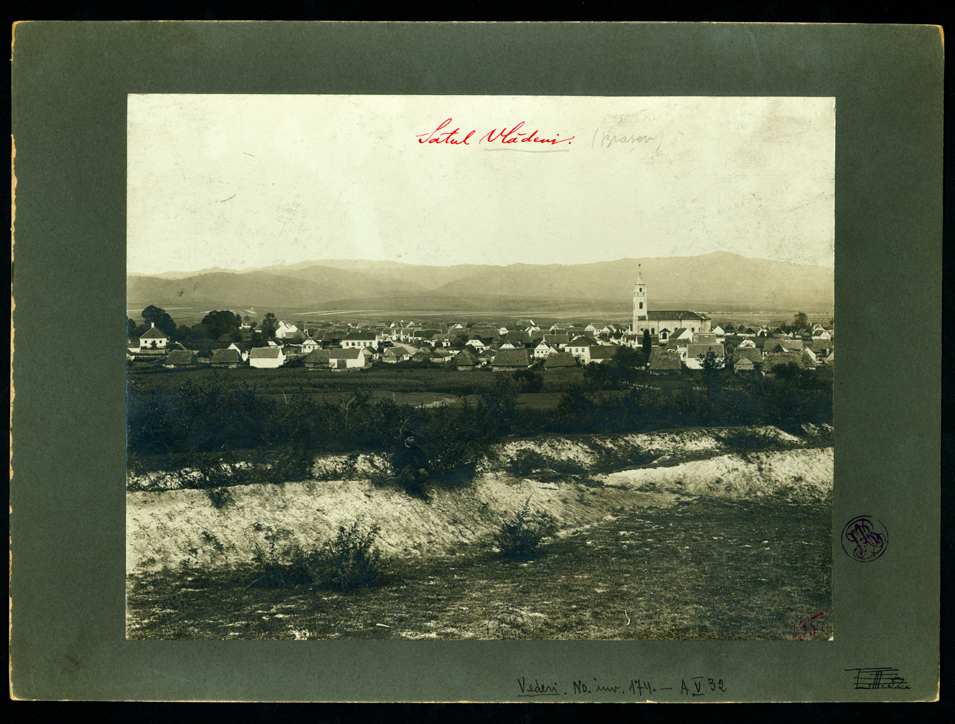
A falu a 20. század elején, Leopold Adler felvételén
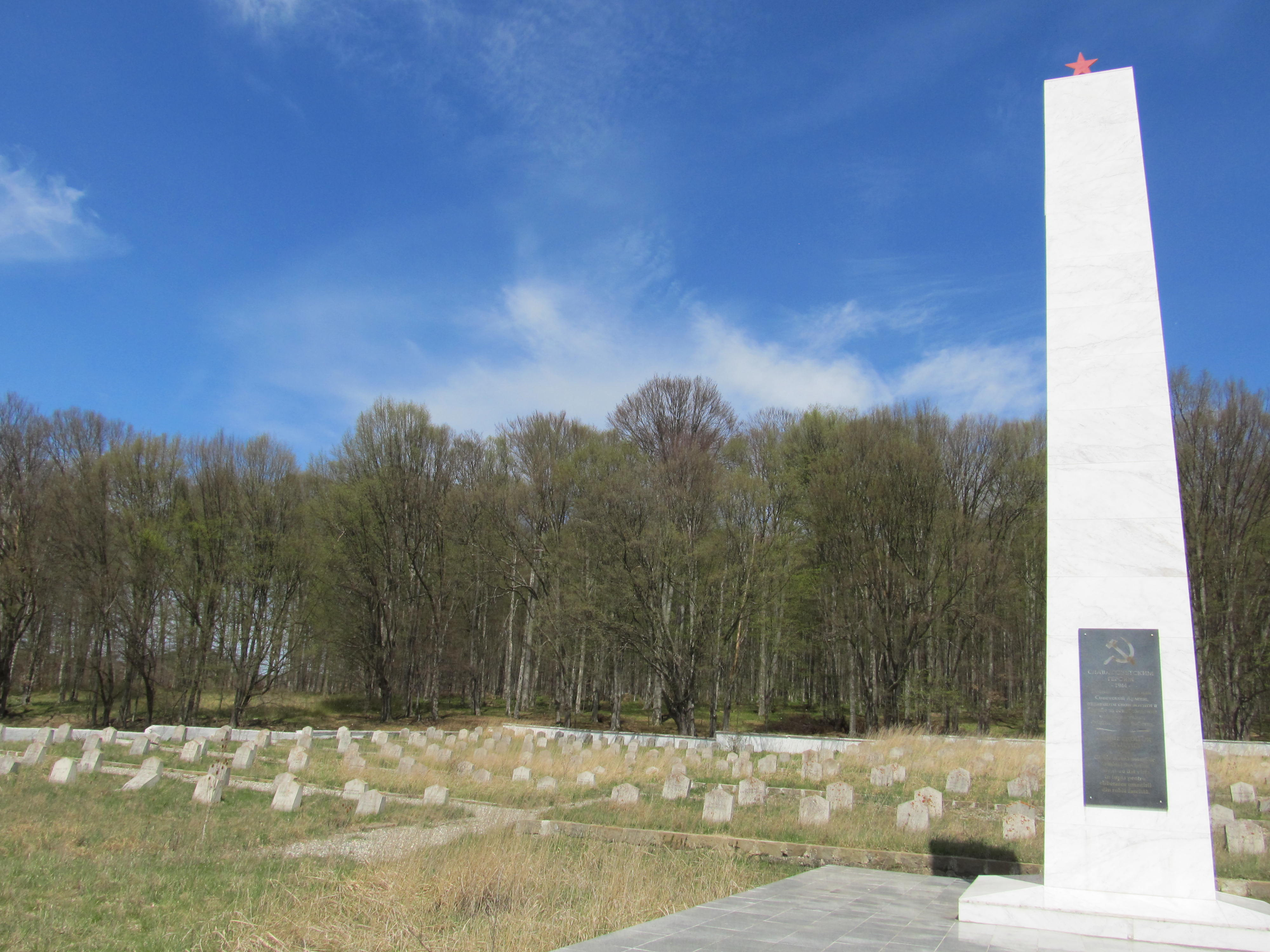
Szovjet katonai temető